# قراكند (تشهار دولي)
قراکند (بالفارسية: قراکند) هي قرية تقع في إيران في Chaharduli Rural District. يقدر عدد سكانها بـ 61 نسمة بحسب إحصاء 2016.